# Ivașkî (Suprunivka), Poltava
Ivașkî (în ucraineană Івашки) este un sat în comuna Suprunivka din raionul Poltava, regiunea Poltava, Ucraina.

## Demografie
Componența lingvistică a localității Ivașkî
     Ucraineană (93,9%)
     Rusă (5,51%)
     Alte limbi (0,45%)
Conform recensământului din 2001, majoritatea populației localității Ivașkî era vorbitoare de ucraineană (93,9%), existând în minoritate și vorbitori de rusă (5,51%).